# USS McCawley (APA-4)
Lo USS McCawley è stato un trasporto d'attacco, capoclasse della classe McCawley, in servizio con la marina militare statunitense durante la seconda guerra mondiale. Deve il suo nome a Charles Grymes McCawley, ottavo comandante del Corpo dei Marine.
Il McCawley venne completato quale imbarcazione civile nel 1928, allora con il nome di SS Santa Barbara, dai cantieri Furness Shipbuilding Company di Haverton Hill, in Inghilterra. La marina statunitense acquistò la nave il 26 luglio 1940, rinominandola e classificandola tre giorni dopo come McCawley (AP-10). Entrata quindi in servizio l'11 settembre successivo, venne infine riclassificata APA-4 il 1º febbraio 1943. Fu affondata da fuoco amico il 30 giugno 1943 al largo di Guadalcanal.

## Storia
Completata nel 1928 dai cantieri Furness Shipbuilding Company di Haverton Hill, in Inghilterra, la SS Santa Barbara fu acquistata dalla marina militare statunitense il 26 luglio 1940, vendutagli dalla Grace Line. Il 29 luglio la nave venne rinominata e classificanta McCawley (AP-10) ed entrò in servizio l'11 settembre successivo agli ordini del Captain (capitano di vascello) H.D. McHenry.
Il 19 febbraio 1942 il McCawley salpò per trasportare alcune truppe in Islanda, tornando a New York il 25 marzo da dove proseguì per Norfolk, assegnata alla Flotta del Pacifico. Dopo aver attraversato il canale di Panama il 18 aprile e aver sbarcato alcuni aviatori del Corpo dei Marine a Pago Pago l'8 maggio, continuò per Wellington diventando la nave ammiraglia del contrammiraglio Richmond Turner poco prima della campagna di Guadalcanal, durante la quale fornì copertura di fuoco alle truppe sbarcate a Tulagi dal 7 al 9 agosto, quando lasciò la zona per Nouméa.
La nave tornò a Guadalcanal il 18 settembre per scaricare rifornimenti e imbarcare i feriti. Salpata lo stesso giorno, durante la navigazione il convoglio in cui viaggiava fu attaccato dai giapponesi che affondarono la portaerei Wasp e danneggiarono la corazzate North Carolina e il cacciatorpediniere O'Brien, poi affondato. Il McCawley ripeté le procedure di carico e scarico a Guadalcanal agli inizi di ottobre, mentre un'analoga azione a novembre venne abortita per permettere alle navi da guerra di affrontare i giapponesi nella battaglia navale di Guadalcanal. Il 24 novembre il McCawley lasciò Nouméa per sottoporsi a dei lavori di manutenzione a Wellington, ritornando in Nuova Caledonia il 10 gennaio 1943 con a bordo il 1º Battaglione dei Marine Raiders e il 3º Battaglione Paramarines. Lasciate queste truppe nelle zone designate, la nave da trasporto cominciò di nuovo a fare la spola per Guadalcanal fino alla metà di giugno, quando già era stato riclassificato il 1º febbraio come APA-4 (trasporto d'attacco).
L'unità venne quindi mobilitata per la campagna della Nuova Georgia, iniziando a scaricare materiali a Rendova il 30 giugno. Durante le operazioni la nave abbatté quattro aerosiluranti nipponici ma un siluro la colpì nella sala motori uccidendo quindici marinai lasciandola senza potenza. Dopo che l'ammiraglio Turner si trasferì nel cacciatorpediniere Farenholt, il McCawley venne trainato dalla nave per operazioni anfibie Libra con il supporto dei cacciatorpediniere Ralph Talbot (dove si trasferì gran parte dell'equipaggio del McCawley) e McCalla. Poco dopo le 16:40 il piccolo convoglio di navi venne attaccato da altri aerei giapponesi che mitragliarono il McCawley senza tuttavia fare danni aggiuntivi. Le condizioni dello scafo erano comunque gravi e alle 18:50 gli ultimi marinai rimasti a bordo si spostarono sul McCalla. Alle 20:23 il McCawley, ormai abbandonato, venne raggiunto da altri siluri e affondò in trenta secondi. Il giorno successivo si venne a sapere che l'affondamento era avvenuto per mano di sei motosiluranti statunitensi a cui era stato detto che nella zona non vi erano navi amiche.
Nel corso della sua vita con la marina statunitense il McCawley ricevette cinque Service star come riconoscimento per la sua partecipazione alle campagne militari.